# Spaniocentra hollowayi
Spaniocentra hollowayi är en fjärilsart som beskrevs av Inoue 1986. Spaniocentra hollowayi ingår i släktet Spaniocentra och familjen mätare. Inga underarter finns listade i Catalogue of Life.

## Bildgalleri

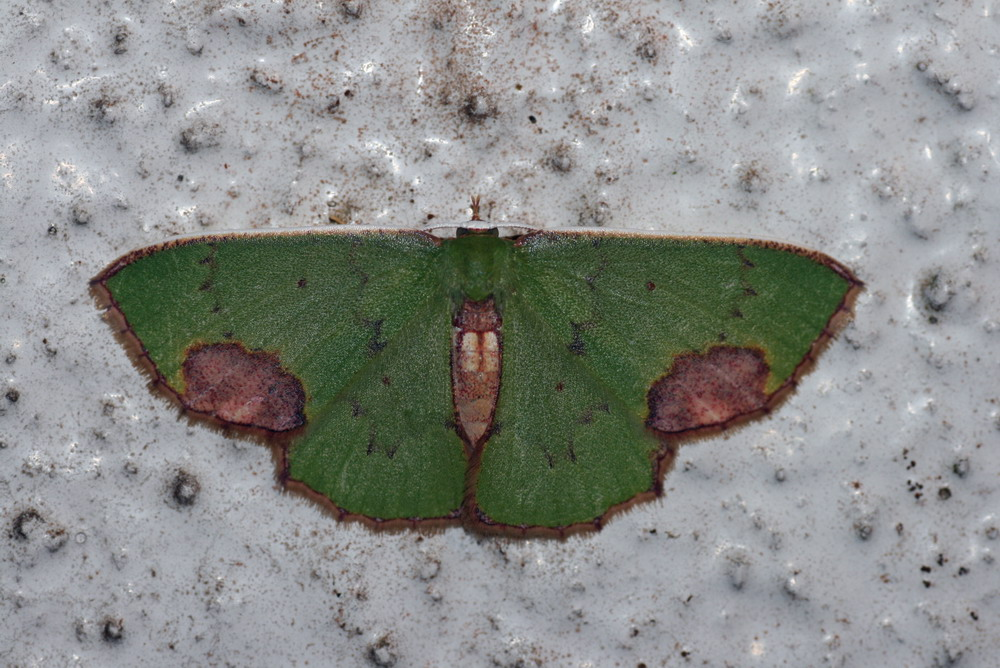